# Dubicko
Dubicko település Csehországban, Šumperki járásban. Dubicko Bohuslavice, Police, Třeština és Hrabová településekkel határos. Lakosainak száma 1126 fő (2024. január 1.).

## Népesség
A település lakosságának változását az alábbi diagram mutatja:
| Lakosok száma | 721  | 790  | 932  | 794  | 1010 | 1066 | 1063 | 1079 | 1112 | 1126 |
|               | 1869 | 1890 | 1921 | 1950 | 1980 | 2001 | 2017 | 2019 | 2022 | 2024 |